# RealSports Soccer
A RealSports Soccer (más címen Soccer, Football vagy RealSports Football) 1983-ban megjelent labdarúgásos sportvideójáték, melyet az Atari, Inc. fejlesztett és jelentetett meg az Atari 2600 és az Atari 5200 platformokra.

## Fejlesztés
A játék első verziója a RealSports videójáték-sorozat tagjaként jelent meg 1983-ban az Atari 2600-ra, a sorozatnak korábban RealSports Football, RealSports Volleyball és RealSports Baseball címen három tagja került forgalomba. Az Atari 5200 megjelenése után átírták a játékot rá, eredetileg Soccer címmel. A RealSports Soccer volt az Atari második labdarúgásos tematikájú videójátéka a Pelé’s Soccer után.
A 2600-verziót Michael Sierchio programozta, a játék grafikai elemeit Jerome Domurat tervezte.[forrás?] Az 5200-változatot John Seghers programozta. A játékot gépi kódban írták. A 2600-verzió eredeti borítóját Warren Chang tervezte, míg az 5200-kiadás borítóját Steve Hendricks. Az Atari 8 bites otthoniszámítógép-család tagjaira is készülőben volt egy változata, amely azonban sosem jelent meg, annak reményében, hogy a játéknak köszönhetően több 5200 rendszer fog elkelni.

## Játékmenet
A játékban mindkét csapatot mindössze három-három játékos teszi ki, a kapukat sem őrzi kapus. A játékmenet körülbelül három képernyő hosszúságú játéktéren zajlik. A mérkőzések során a játékos a labdát birtokló sprite-ot irányítja, a többi labdarúgó sprite-ját a mesterséges intelligencia vezérli. A játékos a joystick gombjának lenyomásával átválthat a labdához legközelebb tartózkodó labdarúgóra, sikeres passzolások esetén automatikusan átáll a vezérlés. Az Atari 5200-verzióban már szerepelnek a mesterséges intelligencia által irányított kapusok.

## Fogadtatás
A TV Gamer brit magazin 1983 márciusi lapszámában közzétett elemzésében kritizálták a játék magas árát (közel 30£, 2020-as inflációval körülbelül 100£), és a játékról alkotott benyomásukat úgy foglalták össze, hogy „nem több focinál”. A Telematch német magazin 1983 áprilisi tesztjében kritizálta a kapusok hiányát, a kicsi játékteret és a realizmus általános hiányát, a játékot végül 4/6-os osztályzattal díjazták. A Tilt francia magazin 1983 májusi elemzésében szintén kritizálta a gyenge játékmenetet, azonban az Atari előző labdarúgásos játékához, a Pelé’s Soccerhez képest jobb grafikát már dicsérte. A Tilt 4/5-ös értékelést adott a játék grafikájára, azonban csak 2/5-öst az érdekeltségtartási képességére. Az 1984-ben megjelent Book of Atari Software című könyv szerkesztője kritizálta a realizmus hiányát a RealSports Soccer 2600-verziójában, kiemelve, hogy „hiányoznak belőle a játékosok és a komplexitás, ahhoz, hogy bárki érdeklődését lekösse”, a játékra „D” értékelést adott. A 1984 Software Encyclopedia hasábjain közzétett elemzésben nagy vonalakban pozitív véleménnyel voltak a játékkal kapcsolatban, azon belül is a kétjátékos móddal, a játékra 7/10-es összpontszámot adtak.
A Digital Press 1992. novemberi–decemberi lapszámában a játékot az Atari 2600 egyik legrosszabb címeként hozták fel, elsősorban a gyenge grafikát, a hangokat, a játékmenetet és az irányítást kritizálva. A Digital Press 1997. novemberi–decemberi lapszámában az Atari 5200-verzióról már pozitívabb véleménnyel voltak; dicsérve az Atari 2600-változattal szemben javult grafikát és a korában figyelemre méltónak számító analóg irányítást. Ezzel szemben negatívumként emelték ki, hogy az egyjátékos módban a mesterséges intelligencia ellen könnyű gólt rúgni, a játékra végül 5/10-es pontszámot adtak.

## Utóélet
A játék szellemi jogtulajdona átszállt a Hasbro Interactive-ra, majd 2001-ben az Infogrames felvásárolta a vállalatot és később felvette az Atari SA nevet. A játék 2011-ben felkerült az Atari Flashback 3-ra, a Flashback-konzolsorozat első AtGames által gyártott tagjára. A játék 2021-ig az összes rákövetkező Flashback-konzolon is helyet kapott, így szerepel a Flashback 4-en, az 5-ön, a 6-on, a 7-en, a 8-on, a 9-en és a X-en is.

## Fordítás
- Ez a szócikk részben vagy egészben  a   RealSports Soccer című angol Wikipédia-szócikk ezen változatának fordításán alapul.  Az eredeti cikk szerkesztőit annak laptörténete sorolja fel. Ez a jelzés csupán a megfogalmazás eredetét és a szerzői jogokat jelzi, nem szolgál a cikkben szereplő információk forrásmegjelöléseként.